# 파기원 (프랑스)

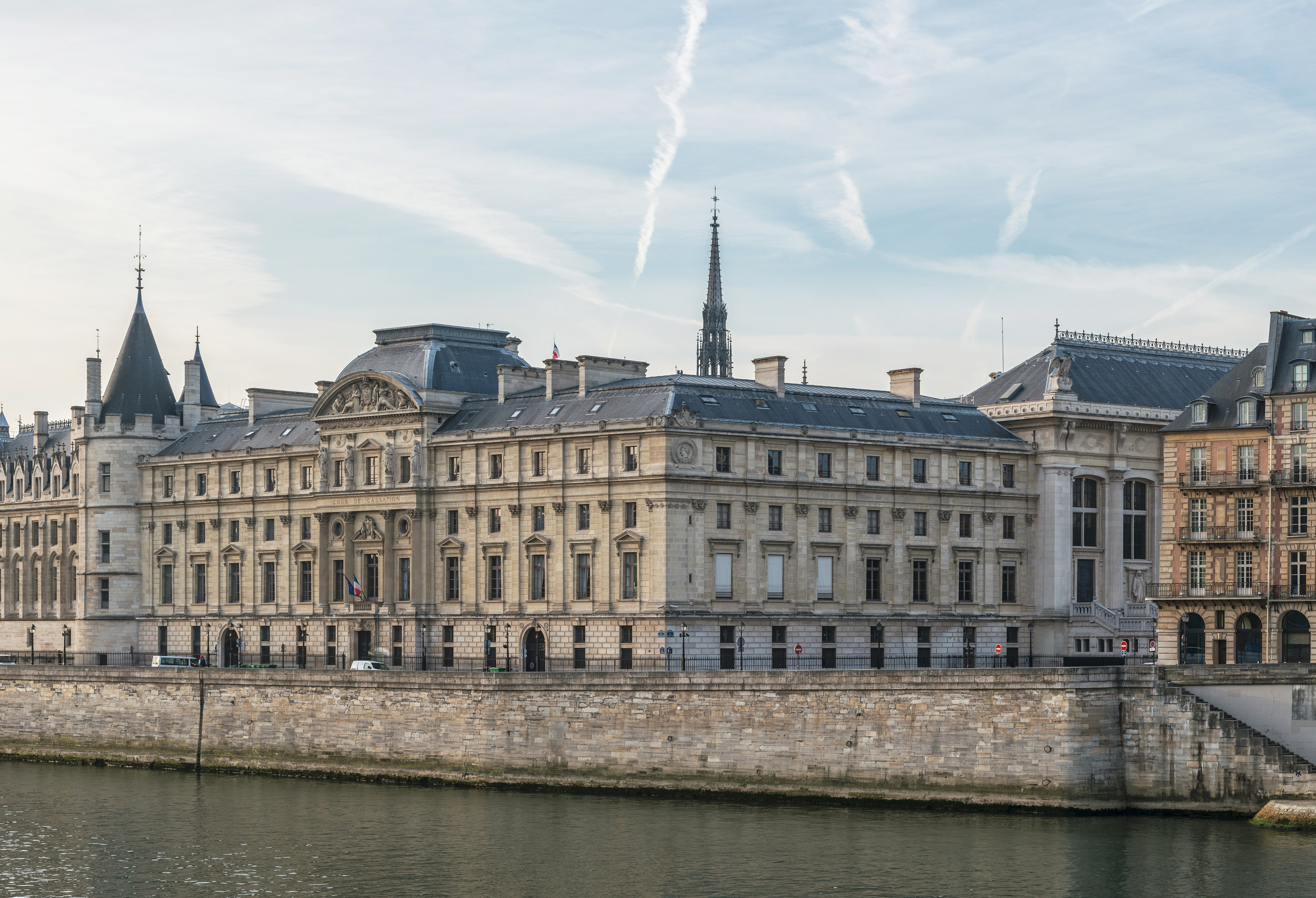
파기원이 자리한 프랑스 파리 팔레 드 쥐스티스의 모습

파기원(破棄院, 프랑스어: Cour de cassation) 또는 파훼원은 프랑스 사법부 내 일반법원(사법법원)의 최고법원이다. 주로 민사·형사사건을 담당하는 일반법원 계통의 최고법원임을 감안하여 프랑스 대법원이라고 번역되기도 한다.
최고법원으로서 파기원의 하급심 통제 기능은 1248년 앙시앵 레짐 아래에 세워진 국왕위원회(프랑스어: Le Conseil de Roi)에 연원을 둔 것으로, 1790년 프랑스 혁명을 거치며 구체제 하의 국왕위원회를 대체하는 기관으로서 'Le Tribunal de cassation'라는 이름으로 입법원 앞에 설립되어 팔레 드 쥐스티스로 자리를 옮긴 후 지금까지 계속되어 오고 있다. 창립당시 판사의 수는 42명이었으나 계속된 상고사건의 증가로 2009년에는 판사의 수가 118명까지 늘어나게 되었다.
이는 프랑스 파기원이 다른 유럽 국가들과 달리, 최고법원이 상고를 선별하여 받아들일 수 있는 여과 장치를 두지 않고 모든 상고를 일단 허용하되 그 중에서 중요성이 낮은 사건을 간이하게 기각하는 제도를 두고 있기 때문이다. 상고를 재량적으로 여과하지 않고 일단 허용하되 그 중 일부를 간이하게 기각한다는 점에서 대한민국의 심리불속행 제도와 높은 유사점을 지니고 있는 것으로 평가받고 있다.

## 같이 보기
- 프랑스의 사법부
- 국참사원
- 프랑스 헌법평의회